# Faro de Esposende
El faro de Esposende es un faro situado en la ciudad de Esposende, en el distrito de Braga, Portugal. Está gestionado por la autoridad marítima nacional de Portugal en Oeiras

## Historia
En diciembre de 1866 se instaló, en el antiguo fuerte de São João Baptista de Esposende, un farolín lenticular montado sobre un candelabro de hierro, con luz roja fija y un alcance entre 7 y 8 millas. En 1938 fue conectado a la red eléctrica pública, y su alcance aumentó hasta las 22 millas. En 1980 y 1999 la óptica fue substituida, y el alcance actual es de 21 millas, con característica de destellos simples y un periodo de 5 segundos.